# Tourfilm
Tourfilm és una pel·lícula documental sobre concerts realitzats per la banda R.E.M.. La pel·lícula és un crònica de la gira nord-americana realitzada per R.E.M. per promocionar l'àlbum Green l'any 1989. Fou produït per Michael Stipe, cantant de la banda, i el director Jim McKay. Es va estrenar en LaserDisc i VHS l'any 1990, i també en DVD l'any 2000.
Aquesta pel·lícula es diferencia de la majoria del seu gènere en que no presenta gaires imatges de backstage ni entrevistes amb els membres de la banda.
Tots els àudios de la pel·lícula provenen dels concerts realitzats per R.E.M. en el Greensboro Coliseum de Greensboro el 10 de novembre de 1989. Tanmateix, el material visual prové d'altres quatre concerts:
- Roanoke Civic Center, Roanoke, Virgínia (7 de novembre de 1989)
- Hampton Coliseum, Hampton, Virgínia (8 de novembre de 1989)
- Macon Coliseum, Macon, Geòrgia (11 de novembre de 1989)
- Fox Theatre, Atlanta, Geòrgia (13 de novembre de 1989)

## Llista de cançons
Totes les cançons foren escrites i compostes per Bill Berry, Peter Buck, Mike Mills i Michael Stipe, excepte les indicades. 
| Núm.          | Títol | Durada |
| ------------- | --- | ------ |
| 1.            | «Intro» | 0:28   |
| 2.            | «Stand» | 3:11   |
| 3.            | «The One I Love»                                                                                               | 4:50   |
| 4.            | «These Days» (inclou fragment de «So. Central Rain (I'm Sorry)»)                                               | 3:40   |
| 5.            | «Turn You Inside-Out»                                                                                          | 4:15   |
| 6.            | «World Leader Pretend» (inclou fragment de «We Live As We Dream, Alone» (Andy Gill, Jon King) de Gang of Four) | 5:24   |
| 7.            | «Feeling Gravitys Pull»                                                                                        | 6:34   |
| 8.            | «I Believe» (inclou fragment de «Future 40's (String of Pearls)» (Syd Straw, Stipe, Jody Harris) de Syd Straw) | 5:05   |
| 9.            | «I Remember California»                                                                                        | 5:50   |
| 10.           | «Get Up» | 3:00   |
| 11.           | «It's the End of the World as We Know It (And I Feel Fine)»                                                    | 4:51   |
| 12.           | «Pop Song 89» (inclou fragment de «Belong»)                                                                    | 5:10   |
| 13.           | «Fall on Me»                                                                                                   | 3:19   |
| 14.           | «You Are the Everything»                                                                                       | 4:50   |
| 15.           | «Begin the Begin»                                                                                              | 3:47   |
| 16.           | «King of Birds» (inclou fragment de «With the People» de Drivin' N Cryin' i de «Low»)                          | 7:06   |
| 17.           | «Finest Worksong»                                                                                              | 4:06   |
| 18.           | «Perfect Circle»                                                                                               | 3:59   |
| 19.           | «After Hours» (Lou Reed)                                                                                       | 4:22   |
| Durada total: | Durada total:                                                                                                  | 83:55  |